# Berkt
Berkt est un hameau situé dans la commune néerlandaise de Veldhoven, dans la province du Brabant-Septentrional.